# Волченський
Волченський — хутір, адміністративний центр Волченського сільського поселення Кам'янського району Ростовської області.
Населення - 2027 осіб (2010 рік).

## Географія
Волченський (Вовченський) хутір положено над правою притокою Сіверського Дінця річкою Мала Кам’янка.

### Вулиці
- вул. Зарічна,
- вул. Молодіжна,
- вул. Садова,
- вул. Шахтарська.

## Інфраструктура
В хуторі є клуб, поштове відділення, продуктові магазини, кладовище.
Тут працюють 7 промислових підприємств, у їх числі ВАТ «Замчаловське кар'єроуправління», ЗАТ «Анікинський гірничо-збагачувальний комбінат», ООО „ГОФ «Углерод»“, ООО «Кар'єр», ТОВ «Кам'янський щебеневий завод», ТОВ «Стройнеруд Дон», ТОВ «Керамзіт».
Є сільськогосподарські організації: ВАТ «Волченська птахофабрика», ТОВ «Союз» (виробництво рослинницької продукції), ТОВ «Світлий».

## Пам'ятки
- Пам'ятник воїнам німецько-радянської війни, загиблим при звільненні хутора. У рік 70-річчя перемоги пам'ятник мав недоглянутий вигляд.
- Кам'яна церква Живоначальної Трійці, побудована з «пластушки» (місцевий природний камінь) і цегли в 1892 році. Нині реставрується[4]. Відноситься до Ростовської-на-Дону єпархії Московського Патріархату Російської Православної Церкви.

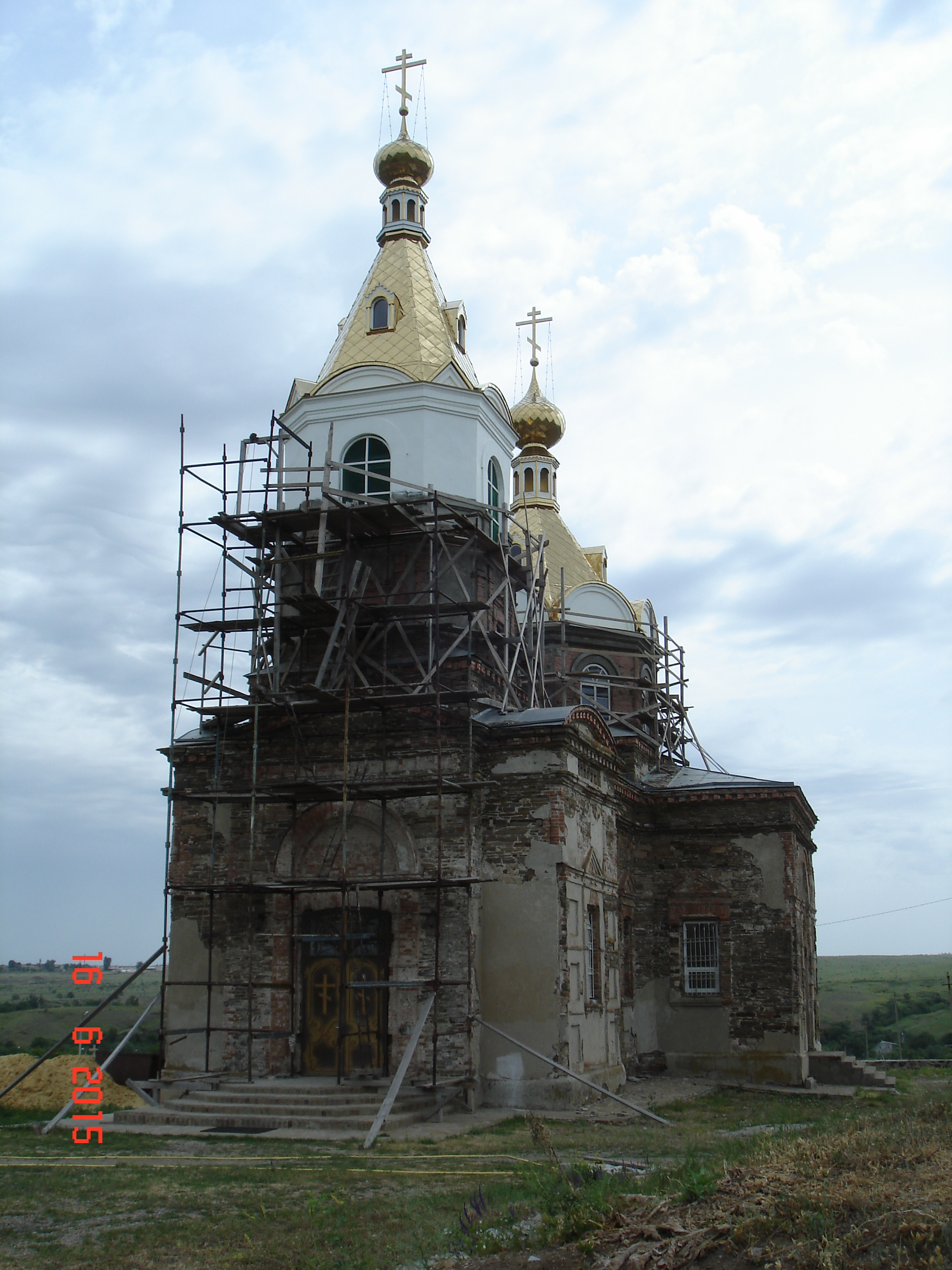
Церква
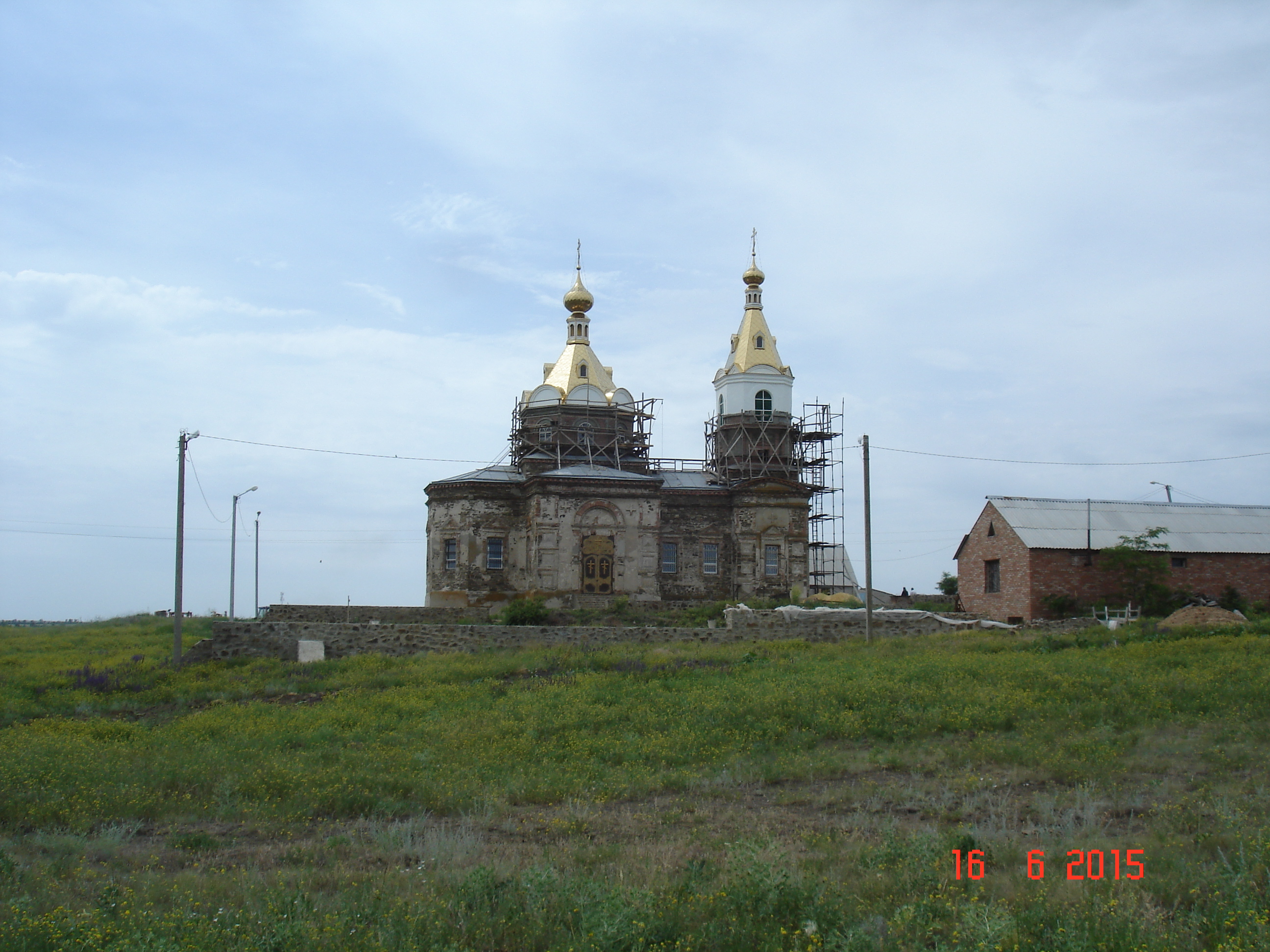
Церква здалеку
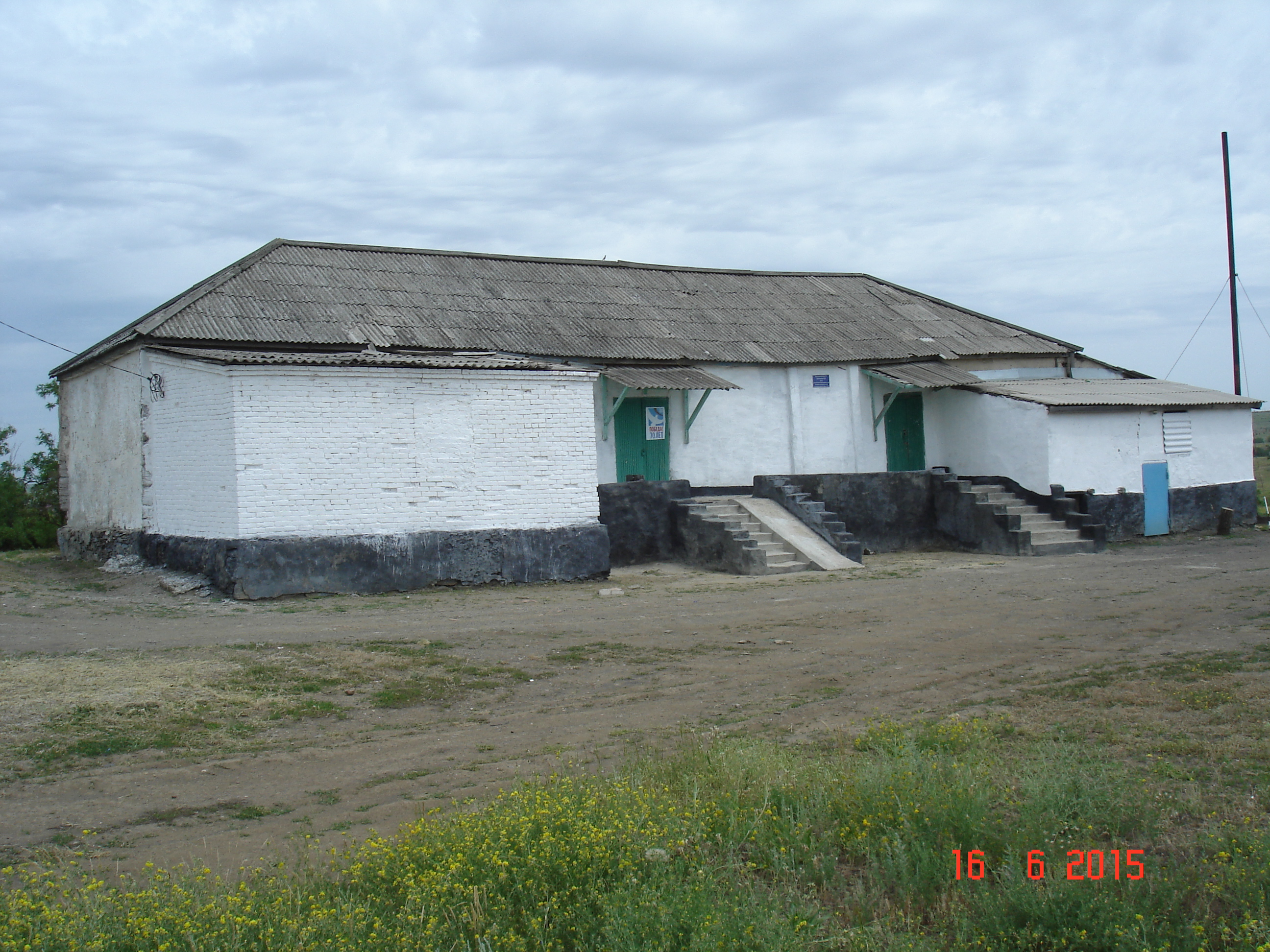
Клуб